# Xipotheca lanceolata
Xipotheca lanceolata är en ärtväxtart som först beskrevs av Ernst Meyer, och fick sitt nu gällande namn av Christian Friedrich Frederik Ecklon och Carl Ludwig Philipp Zeyher. Xipotheca lanceolata ingår i släktet Xipotheca och familjen ärtväxter. Inga underarter finns listade i Catalogue of Life.